# Plebejus orbitulus
Plebejus orbitulus là một loài bướm ngày thuộc họ Lycaenidae. Nó được tìm thấy ở Anpơ (ranging from the French Alps to Slovenia và Áo) và vùng núi của Na Uy và Thuỵ Điển.

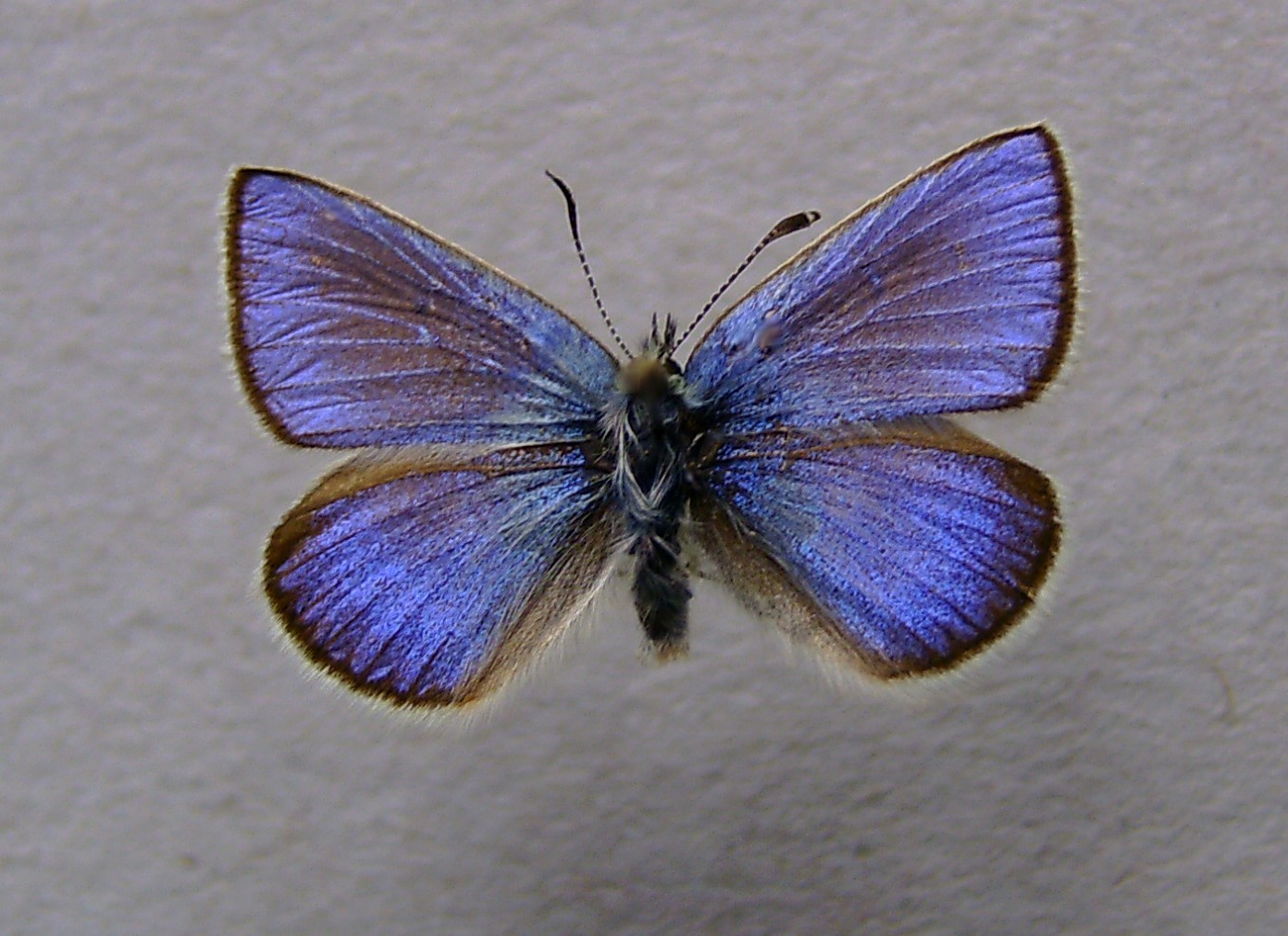
Mounted

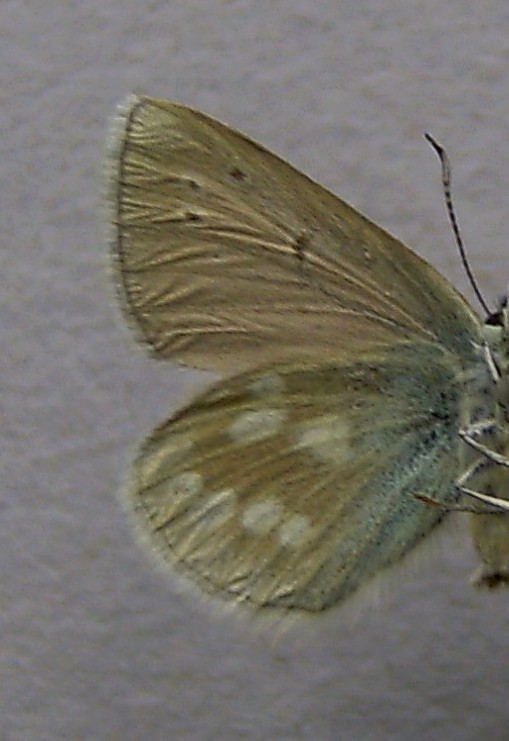
Underside

Sải cánh dài 25–30 mm. Chúng bay từ tháng 6 đến tháng 8 tùy theo địa điểm.
Ấu trùng ăn Astragalus alpinus.

## Hình ảnh

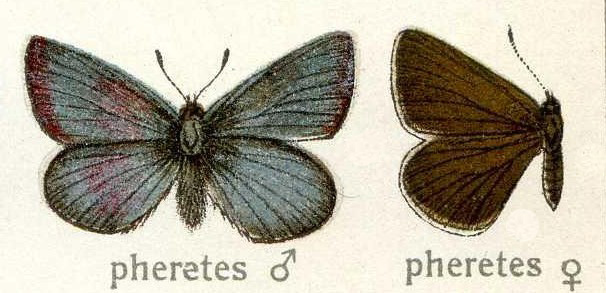
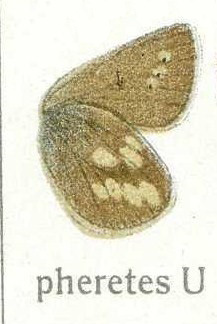